# کرمپوس (فیلم)
کرمپوس (انگلیسی: Krampus) فیلمی در ژانر ترسناک و کمدی ترسناک به کارگردانی مایکل دووگرتی است که در سال ۲۰۱۵ منتشر شد.

## بازیگران
- ادام اسکات
- تونی کولت
- دیوید کوچنر
- الیسن تولمن
- کونچتا فرل
- ست گرین